# 大槻文平
大槻 文平（おおつき ぶんぺい、1903年9月27日 - 1992年8月9日）は、日本の実業家。三菱鉱業セメント社長、三菱鉱業会長、旧日経連（現経団連）会長を歴任した。宮城県名誉県民。

## 略歴
宮城県伊具郡に生まれる。第一高等学校を経て、1928年東京帝国大学法学部卒業。同年、三菱鉱業株式会社に入社。1950年同社取締役、1955年同社常務取締役、1959年同社副社長、1963年同社代表取締役社長。1973年三菱鉱業セメント株式会社代表取締役社長、1976年同社取締役会長、1986年同社取締役相談役。1992年三菱マテリアル株式会社最高顧問・相談役。
社外では、日本セメント協会会長（1975年 - 1990年）、日経連会長（1979年 - 1987年）、金曜会代表世話人（1979年 - ）、日本弘道会理事（1984年 - ）などを歴任した。 
木川田一隆は同郷で同窓だった。

## 叙勲など
- 1961年 - 紺綬褒章[1]
- 1964年 - 藍綬褒章[1]
- 1973年 - 勲一等瑞宝章[1]
- 1981年 - 勲一等旭日大綬章[1]
- 1990年、宮城県名誉県民[2]

## 主な著書
- 『私の三菱昭和史』